# Erythronium idahoense
Erythronium idahoense là một loài thực vật có hoa trong họ Liliaceae. Loài này được H.St.John & G.N.Jones miêu tả khoa học đầu tiên năm 1929.